# Contec Rail
Contec Rail ApS ist eine dänische Eisenbahngesellschaft. Unternehmenssitz ist Hørsholm.

## Geschichte
Das Unternehmen wurde 2007 gegründet und betreibt die Vermietung von Strecken- und Rangierlokomotiven sowie Wagen an andere Eisenbahnunternehmen, darunter für den Bauzugdienst. Zusätzlich zu den Fahrzeugen stellt die Gesellschaft Mitarbeiter wie Lokführer, Rangierer und Sicherheitspersonal.
Geschäftsführer der Gesellschaft ist Kenneth Dam.

## Fahrzeuge
Contec Rail besitzt eine Reihe von ehemaligen MX-Lokomotiven der Danske Statsbaner (DSB), dazu weitere Einzelstücke und einige Kleinlokomotiven. Im Güterwagenpark sind Flachwagen aus dem ehemaligen Bestand von Hærens Operative Kommando, die zuvor vom dänischen Heer für den Panzertransport benutzt wurden, und Selbstentladewagen für den Schottertransport, die von Banedanmark übernommen wurden, eingestellt. Die Gesellschaft verwaltet zudem die Lokomotiven der Gesellschaft BLDX A/S. Die Wartung der Fahrzeuge erfolgt in einer eigenen Werkstatt in Køge.